# Слепуха
Слепу́ха — село, центр Слепухинского сельского поселения Долгоруковского района Липецкой области.

## География
Слепуха находится в восточной части района в 20 км от села Долгоруково. Располагается на левом берегу реки Поповка при впадении в неё небольшого ручья.

## История
Известна с конца XVII века. В документах 1778 года есть одно свидетельство, которое может дать разгадку названия. Там сказано, что село Слепуха расположено по обе стороны Слепушенских озерков, то есть слепушенский — замкнутый, глухой, не имеющий выхода. До 1920-х годов именовалась как Большая Слепуха, а соседняя деревня Карташовка — Малая Слепуха.
Первое упоминание церкви относится к 1705 году, однако до начала XX века Слепуха относилась к приходу Покровской церкви села Жерновное. Сохранившийся доныне каменный храм был возведён в 1828 году на средства помещика В. Я. Карташова и освещён во имя Казанской иконы Божей Матери.
В начале XX века крупное казённое (государственное) село с развитым сельскохозяйственным производством, близ которого проходил торговый тракт из Ельца в Землянск «Елецкая скотопрогонная дорога». Также Слепуха была известна как один из центров кустарной обработки камня. Школа действует с 1880-х годов, а в 1897 году открывается Слепухинское училище. В эти же годы начинает свою работу Слепухинский медицинский фельдшерский пункт.
До 1920-х годов Слепуха относилась к Каменской волости Елецкого уезда Орловской губернии. В 1928 году вошла в состав Долгоруковского района Елецкого округа Центрально-Чернозёмной области, а после её разделения в Орловской области. После образования 6 января 1954 года Липецкой области Долгоруковский район включён в её состав. С 1926 года центр сельсовета.

## Население
| 2010 | 2011 |
| ---- | ---- |
| 280  | →280 |

## Достопримечательности
Казанская церковь, построенная в 1828 году действовала до 1937 года. Последним священником был Якунин Алексей Тимофеевич 1858 г.р., уроженец деревни Студенка Задонского района, постановлением тройки УНКВД по Курской области от 10.11.1937 по ст. 58-8, 58-10-1 приговорен к расстрелу, реабилитирован посмертно. В настоящее время храм имеет региональный охранный статус памятника архитектуры.
В начале XX века Слепуха описывалась так: «Расстояние села от губернского города Орла 200 верст, от уездного города Ельца 35 верст, ближайшая станция Мещерино 15 верст. В состав прихода входят село Слепуха и деревни: Малая Слепушка, Ташенка, Дмитриевка, Медвежка. Количество прихожан обоего пола 3447 душ. Главное занятие прихожан — земледелие. Кроме того многие занимаются портняжным ремеслом, бондарством и табаководством. Первый храм в этом селе был деревянный, в честь Архистратига Михаила. В 1828 году помещиком Василием Яковлевичем Карташовым был выстроен новый каменный храм в честь иконы Казанской Божией Матери, с двумя приделами: в честь Архистратига Михаила и Николая Мирликийского. Причт 3 членный. Имеются 2 земских школы и 1 церковно-приходская.
В память от В.Я. Карташова, отставного майора, осталось название соседней деревеньки, что в 3 километрах от села Слепухи "Карташовка"».

## Известные жители
Космин, Иван Владимирович. Художник, член-корреспондент академии художеств СССР.

## Транспорт
В село ежедневно курсирует автобус по маршруту Долгоруково — Слепуха (через Б. Боёвку)